# Alex Quinn
 (juin 2021).
Si vous disposez d'ouvrages ou d'articles de référence ou si vous connaissez des sites web de qualité traitant du thème abordé ici, merci de compléter l'article en donnant les références utiles à sa vérifiabilité et en les liant à la section « Notes et références ».
Alex Quinn, né le 29 décembre 2000 à Truro, est un pilote automobile britannique. Il a participé à la Formule Renault Eurocup en 2020 puis à la Formule Régionale Europe en 2021.

## Carrière

### Karting
Né à Truro, Quinn a commencé sa carrière de karting en 2011. Il a participé à plusieurs championnats tels que le championnat national Super 1 Rotax Mini Max et a remporté plusieurs championnats nationaux de karting.

### Formules inférieures
En 2016, Quinn a fait ses débuts en course automobile dans le Championnat Britannique de F4, au volant de Fortec Motorsport. Il a remporté trois courses et a été couronné vainqueur de la coupe des recrues.
Le pilote britannique a continué à courir dans le Championnat Britannique de F4 en 2017, en partenariat avec Oscar Piastri et Ayrton Simmons chez TRS Arden. Son pilote finirait quatrième du classement, battant Simmons mais terminant derrière Piastri, l'Australien devenant vice-champion.
Quinn a également fait une apparition unique dans le Championnat Britannique de Formule 3 la même année, marquant un podium à Donington avec Lanan Racing.

### Championnat Britannique GT
En 2018 Quinn a participé à six courses du Championnat Britannique GT dans la classe GT4. Au volant de Steller Performance, Quinn n'a marqué aucun point.

### Formule Renault Eurocup
Début 2019, Quinn n'a pas réussi à se faire une place dans un championnat. Cependant, au milieu de la saison, il a eu l'occasion de faire ses débuts en Formule Renault Eurocup pour son ancienne équipe de F4 Arden Motorsport. Il a roulé en trois week-ends, réussissant à marquer un podium au Nürburgring et à Catalunya respectivement. Quinn a terminé 13e au classement final.
En 2020, Quinn a remplacé Jackson Walls, qui n'a pas pu se rendre en Europe en raison des restrictions de voyage liées au COVID-19. Quinn a décroché la pole position pour la première course de la saison, a décroché un total de cinq podiums tout au long de la saison et a remporté la deuxième course à Spa, l'aidant à terminer quatrième au championnat des pilotes. Il a également remporté le titre de rookie.

## Résultats en compétition automobile
| Saison | Championnat                                 | Écurie                      | Courses | Victoires | Pole positions | Meilleurs tours | Podiums | Points | Classement |
| ------ | ------------------------------------------- | --------------------------- | ------- | --------- | -------------- | --------------- | ------- | ------ | ---------- |
| 2016   | Championnat de Grande-Bretagne de Formule 4 | Fortec Motorsport           | 31      | 3         | 2              | 1               | 6       | 248    | 7e         |
| 2017   | Championnat de Grande-Bretagne de Formule 4 | Arden Junior Team           | 30      | 4         | 1              | 4               | 11      | 307    | 4e         |
| 2017   | Championnat de Grande-Bretagne de Formule 3 | Lanan Racing                | 3       | 0         | 0              | 0               | 1       | 46     | 20e        |
| 2019   | Formula Renault Eurocup                     | Arden International         | 6       | 0         | 0              | 0               | 2       | 48     | 12e        |
| 2020   | Formula Renault Eurocup                     | Arden Motorsport            | 20      | 1         | 1              | 1               | 5       | 183    | 4e         |
| 2021   | Formule Régionale Europe                    | Arden Motorsport            | 20      | 0         | 0              | 0               | 2       | 104    | 9e         |
| 2022   | US F2000 National Championship              | Velocity Racing Development | 3       | 3         | 0              | 2               | 3       | 93     | 17e        |